# パチプロ
パチプロ、スロプロとは、ギャンブラーの一種で、パチンコ・パチスロから得る収入を主な収入源として生計を立てている者の俗称。パチンコ・パチスロのプロフェッショナルというところから名づけられている。広義では単に「パチンコ・パチスロの遊技に関する高度な技術を持つもの」を指す場合もある。

## 定義
パチンコ、パチスロを遊技することで得た収入を生活の手段としているパチプロ・スロプロは、社会一般では職業として認められていない。公的には無職である。このため近年ではインターネット上を中心にパチプー・スロプー（パチンコ／パチスロ+プータロー）、もしくはパチニート・スロニート（パチンコ／パチスロ+ニート）といった呼称も使われている。
　

## 実情
パチプロ・スロプロになろうと志しても、実際になれる者はごくわずかと考えられる。雑誌や漫画の誌面等では多くのパチプロ・スロプロが活動しているが、現実には時代とともにパチンコ・パチスロ機の出玉性能の低下などから、純粋にパチンコ・パチスロの獲得金だけで生活を維持することは難しくなってきている。そのため、定職に付く者や短期労働する傍らで遊技する者も増えてきている。パチンコ店ではパチプロを出入禁止としているため、店員に目を付けられないように活動する必要もある。パチプロが駆使する技術介入は、加減を行わないとパチンコ店が想定した出玉率を超えてしまうため出入禁止になりやすい。
また、パチンコ・パチスロ情報誌のライターやパチンコ関連漫画の原作者などとして得られる原稿料や、パチンコ・パチスロ関連のテレビ番組の出演料、パチンコ店などが行うイベントの企画やゲスト出演によって得られる企画料・出演料等によって生計を立てている者もいる（誌上プロなど）。